# Campbellara
× Campbellara (abreviado Cmpba) es un híbrido intergenérico entre los géneros de orquídeas Odontoglossum × Oncidium × Rodriguezia. Fue publicado en Orchid Rev. 87(1028, cppo): 8 (1979).